# San Bartolo, Monte Escobedo
San Bartolo är en ort i Mexiko.   Den ligger i kommunen Monte Escobedo och delstaten Zacatecas, i den centrala delen av landet, 500 km nordväst om huvudstaden Mexico City. San Bartolo ligger 1 935 meter över havet och antalet invånare är 103.
Terrängen runt San Bartolo är kuperad österut, men västerut är den platt. Runt San Bartolo är det ganska glesbefolkat, med 34 invånare per kvadratkilometer. Närmaste större samhälle är Colotlán, 19,7 km sydost om San Bartolo. Trakten runt San Bartolo består i huvudsak av gräsmarker.